# Синя свічка

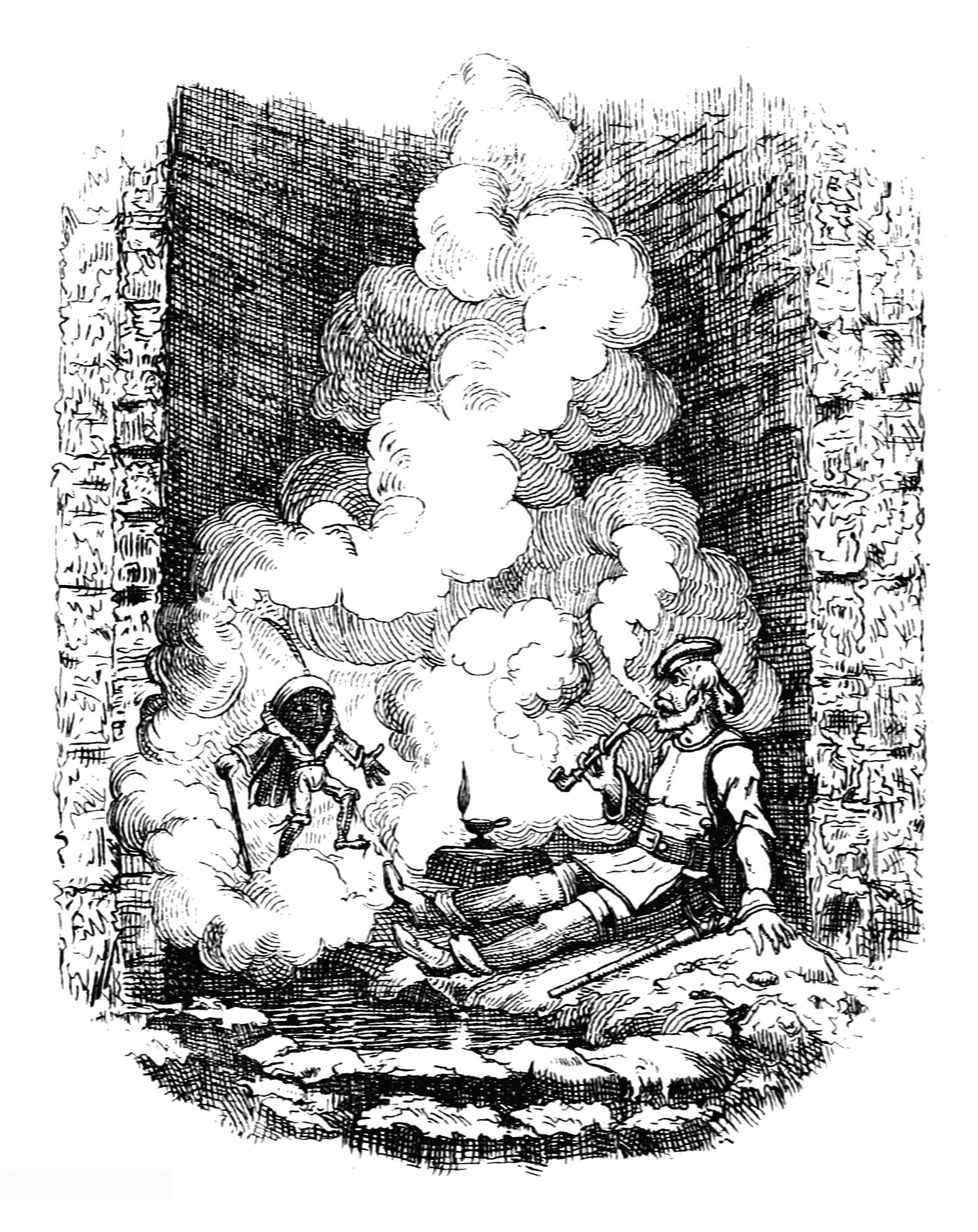
Ілюстрація Джорджа Круікшенка, 1876 рік

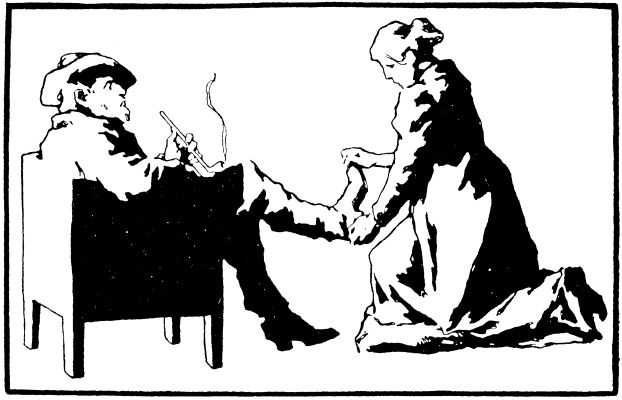
Ілюстрація Отто Уббелоде, 1909 рік

«Синя свічка» (нім. Das blaue Licht) — казка, опублікована братами Грімм у збірці «Дитячі та сімейні казки» (1815, том 2, казка 116). Сюжет казки згодом був дещо перероблений Гансом Крістіаном Андерсеном і ліг в основу його власної казки «Кресало».

## Сюжет
Після довгих років служби, король виганає солдата з війська і відмовляється платити йому за службу. Блукаючи, солдат зустрічає будинок відьми і просить переночувати в неї. Відьма погоджується, але за умови що солдат на наступний день скопав їй город.
Наступного дня солдат скопував відьмі город, але він не впорався до вечора. Тоді відьма залишає солдата ще на одну ніч, але натомість наказує йому завтра нарубати дрова. І знову солдат не встиг впоратись до вечора. Тоді відьма дозволяє солдату переночувати ще одну ніч, але за це на наступний день він повинен дістати їй з дна колодязя чарівну свічку, яка горить синім полум'ям і не гасне. Наступного дня відьма спускає солдата в колодязь в кошику, той знаходить свічку і подає відьмі знак, щоб вона витягла його з колодязя. Вже біля краю відьма намагається відібрати в солдата свічку, але той не віддає її, зажадавши щоб вона спочатку допомогла йому вилізти. Відьма розлютилась і скинула солдата знову в колодязь, а сама йде геть. Опинившись на дні, солдат зажурюється і запалює від синьої свічки люльку щоб покурити на останок, але раптом перед ним з'являється маленький чорний чоловічок, який називає солдата «Мій господар» і питає чого той бажає. Солдат наказує чоловічку витягти його з колодязя, а потім зв'язати стару відьму і віднести її на суд. Коли відьму вішають, солдат забирає собі усе її золото, повертається назад в місто і оселяється в найкращому готелі.
В готелі солдат знову викликає чоловічка, каже йому що хоче помститись королю за своє звільнення і наказує чоловічку вночі принести йому королівну. Чоловічок попереджає солдата про небезпеку, але вночі все ж приносить королівну до солдата. Солдат змушує королівну виконувати брудну роботу — підмітати кімнату та чистити йому чоботи, а вранці чоловічок відносить її назад у палац. Вранці королівна розповідає королю про свій дивний сон, проте король сумнівається що то був сон і каже королівні наступної ночі сховати у солдата під ліжком свій черевичок. Коли вночі чоловічок знову приніс королівну служити солдату, вона непомітно ховає черевичок під ліжком. Наступного дня король наказує шукати черевичок своєї доньки, його знаходять в кімнаті солдата, а самого солдата кидають у в'язницю і засуджують до смертної кари. Перед стратою солдат просить в короля останню милість — дозволити перед смертю викурити люльку. Від диму синьої свічки знову з'являється чорний чоловічок і солдат наказує йому побити до смерті брехливих суддів, варту і самого короля. Злякавшись, король починає просити у солдата пощади, щоб той залишив його в живих, віддає йому усе своє королівство і свою доньку в дружини.